# Aspalathus concavifolia
Aspalathus concavifolia là một loài thực vật có hoa trong họ Đậu. Loài này được (Eckl. & Zeyh.) R.Dahlgren miêu tả khoa học đầu tiên.